# Hartemita rhadinotarsa
Hartemita rhadinotarsa är en stekelart som beskrevs av Paul C. Dangerfield och Austin 1990. Hartemita rhadinotarsa ingår i släktet Hartemita och familjen bracksteklar. Inga underarter finns listade i Catalogue of Life.